# Furacão Able (1951)
O furacão Able foi um furacão raro que se formou fora da típica temporada de furacões do Atlântico Norte. A segunda tempestade tropical e primeiro furacão de 1951, em 15 de maio Able desenvolveu-se a partir de um cavado de baixa pressão cerca de 300 milhas (480 km) ao sul das Bermudas. Inicialmente de natureza subtropical, Able adquiriu características tropicais à medida que se movia sobre as águas quentes da Corrente do Golfo e atingiu o status de furacão em 17 de maio na costa da Flórida. Isso fez do Able um dos quatro furacões de maio no Atlântico já registrados. Em 22 de maio, Able atingiu ventos de pico de 140 km/h (90 mph) a cerca de 110 km (70 mi) ao largo do Cabo Hatteras, Carolina do Norte. Em 23 de maio o furacão enfraqueceu quando virou para o leste e se tornou um ciclone extratropical, antes de se dissipar no dia seguinte.
O furacão Able não afetou significativamente a terra. Na Flórida, a tempestade trouxe chuva leve, enquanto nas Bahamas produziu ventos de até 153 km/h (95 mph). Able produziu marés mais altas que o normal da Carolina do Norte até à Nova Inglaterra. Nenhuma vítima foi relatada.

## História meteorológica
Em 12 de maio um cavado ativo de baixa pressão saiu da costa Leste dos Estados Unidos e no dia seguinte, passou perto das Bermudas. Inicialmente, o cavado estava localizado apenas perto da superfície, embora, à medida que o ar frio de trás avançasse para o leste, o cavado se estendesse para os níveis médio e superior da atmosfera. Em 14 de maio, uma área fechada de baixa pressão desenvolveu-se isolada dos ventos do oeste. Ar frio contínuo por trás do cavado, cerca de −11 °C (12 °F) mais frio do que o habitual para a época do ano, estendendo-se ao longo da baixa em conjunto com os níveis superiores quentes e as temperaturas quentes da superfície do mar, resultando em grandes quantidades de tempo instável. O cavado polar enfraqueceu gradualmente à medida que a baixa se organizou e, em 15 de maio, desenvolveu-se em uma depressão subtropical, localizada a cerca de 480 km (300 mi) ao sul das Bermudas.
Localizada sob uma baixa de nível superior, a depressão inicialmente seguiu rapidamente para o noroeste, seguida em 16 de maio por uma curva para oeste-sudoeste, quando a baixa de nível superior virou para sudoeste. Mais tarde, no dia 16, a depressão se aproximou das águas mais quentes da corrente do Golfo. A forte divergência do baixo nível superior e um sistema de alta pressão para o nordeste proporcionou condições favoráveis para a transição para um ciclone tropical, e no final do dia 16 a depressão atingiu ventos de 64 km/h (40 mph). A tempestade continuou a se intensificar ao virar para o sudoeste, e no início de 17 de maio um navio perto do centro relatou ventos de cerca de 89 km/h (55 mph) e ondas de até 9.1 m (30 ft) localizadas a cerca de 201 km (125 mi) a leste de Daytona Beach, Flórida, indicando que o sistema fez a transição para uma tempestade tropical. Mais tarde naquele dia os caçadores de furacões da Marinha voaram para o sistema e relataram uma tempestade com força de furacão se movendo para o sul.
Recebendo o nome de Able, o pequeno furacão virou para sudeste e leste enquanto passava perto ou sobre os bancos das Bahamas. Able posteriormente virou para o nordeste e depois para o norte, e em 20 de maio terminou de executar seu ciclo ciclônico. O furacão continuou a se intensificar com um olho de 32 km (20 mi) de diâmetro, e em 21 de maio um avião dos caçadores de furacões estimou que a tempestade tinha atingido ventos de 140 km/h (90 mph). Pouco depois Able passou cerca de 110 km (70 mi) a leste de Cape Hatteras, Carolina do Norte, e no início de 22 de maio Able enfraqueceu de seu pico de intensidade depois de virar para o leste. Em 23 de maio deteriorou-se em uma tempestade tropical ao passar por águas mais frias, e naquela noite Able tornou-se um ciclone extratropical enquanto localizado a cerca de 840 km (520 mi) ao sul de Halifax, Nova Escócia. O remanescente extratropical virou para o nordeste antes de perder sua identidade no final de 24 de maio.

## Impacto e registros
Alertas de tempestade foram emitidos de Savannah, Geórgia, para Fort Pierce, Flórida, após a descoberta do furacão. O National Weather Bureau aconselhou todas as pequenas embarcações a permanecerem no porto e recomendou aos residentes no norte das Bahamas que tomassem precauções imediatas. Em Grande Bahama, a ameaça do furacão Able resultou na evacuação de uma equipe de construção mais para o interior; a equipe estava construindo um posto de observação para guiar mísseis de longo alcance do Cabo Canaveral. Pescadores em dezenas de barcos deixaram o mar aberto em busca de segurança em duas ilhas das Bahamas, enquanto dois aviões escaparam com segurança do furacão. Avisos de pequenas embarcações e avisos de tempestade foram emitidos mais tarde da Carolina do Norte até à Nova Inglaterra.
As bandas de chuva externas de Able produziram chuvas leves e mar agitado ao longo da costa da Flórida. Enquanto se movia lentamente perto das Bahamas, Able produziu ventos fortes atingindo 90 a 95 mph (145 a 152 km/h) em Walker Cay e força mínima de furacão em Grande Bahama e Ilhas Ábaco. O furacão produziu ondas altas em Wilmington, Carolina do Norte e marés anormalmente altas para o norte através da Nova Inglaterra, embora nenhum dano tenha sido relatado. Um navio chamado "City of Eastbourne" navegou através da tempestade e relatou ventos com força de furacão, juntamente com "mares montanhosos e confusos e chuva forte".
Able é um dos quatro Furacões do Atlântico Norte registrados durante o mês de maio, os outros ocorrendo em 1889, 1908 e 1970. Nenhum dos outros atingiu ventos de mais de 80 km/h (130 km/h). Foi descrito como "caminho errado, hora errada", referindo-se ao seu movimento incomum para o sudoeste perto das Bahamas, bem como sua presença fora da temporada normal de furacões. Além disso, o Weather Bureau descreveu-o como uma "aberração de aberrações".